# Санаготи
Санаготи (яп. 佐那河内村 Санаго:ти-сон) — село в Японии, находящееся в уезде Мёдо префектуры Токусима. Площадь села составляет 42,30 км², население — 2350 человек (1 августа 2014), плотность населения — 55,56 чел./км².

## Географическое положение
Село расположено на острове Сикоку в префектуре Токусима региона Сикоку. С ним граничат город Токусима и посёлки Камияма, Камикацу, Кацуура.

## Население
Население села составляет 2350 человек (1 августа 2014), а плотность — 55,56 чел./км². Изменение численности населения с 1980 по 2005 годы:
| 1980 | 3828 чел. |  |
| 1985 | 3644 чел. |  |
| 1990 | 3467 чел. |  |
| 1995 | 3245 чел. |  |
| 2000 | 3016 чел. |  |
| 2005 | 2800 чел. |  |

## Символика
Деревом села считается Citrus sudachi, цветком — Hymenanthes, птицей — Cettia diphone.